# 圣巴巴拉 (加利福尼亚州)
圣巴巴拉（又譯為聖芭芭拉、聖塔芭芭拉）是美国加利福尼亚州圣巴巴拉县太平洋沿岸的一座城市，也是圣巴巴拉县的县治所在。根据美国人口调查局2010年统计，人口有8萬8410人，是郡裡次於圣玛丽亚的第二大城市，其中白人占75.1%、拉丁裔美国人佔38.0%、亚裔美国人占3.5%、非裔美国人占1.6%、印地安人占1.0%。聖塔芭芭拉市也是加利福尼亞大學系統的加利福尼亚大学圣巴巴拉分校的所在城市，大學毗鄰城市的西方。

## 歷史

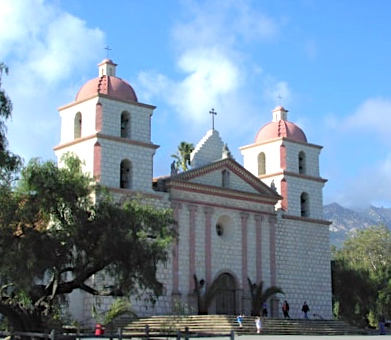
1786年成立的圣塔芭芭拉教堂，現在的建築實際上是1927年重建的

### 早期
圣塔芭芭拉地區的人類歷史可以追溯到一萬三千年前，例如阿靈頓泉人這樣的石器時代人類遺骨就發現與此地。不過有詳細記錄的歷史只能追溯到西班牙探險家胡安·羅德里格斯·卡布里略航行到此地之後。他于1542年抵達現在的聖塔芭芭拉海峽，并在這裡短暫地靠岸停留了一會。1602年胡安·克雷斯皮正式將這條水道命名為“Santa Barbara”。 
這裡的最早的歐洲常住民是菲利佩·德·維迪麾下的西班牙傳教士、軍人，他們把這塊地方當做堡壘來抵禦英格蘭人和俄羅斯人領地的擴張，同時也向當地的土著傳教。因為這些西班牙人還拖家帶口，所以最後也就在這裡安家住了下來。1786年12月4日當地建起了圣塔芭芭拉教堂，這是加利福尼亞州最早的傳教點之一。雖然移民們並未對當地土著進行大規模屠殺，但原住民仍然陸續因感染天花而死。西班牙統治時期圣塔芭芭拉經歷了一場約里氏七級的地震，這場地震和接踵而至的海嘯摧毀了包括教堂在內的整個城鎮。
1822年墨西哥獨立戰爭爆發，這片地區在戰爭中獨立，成為了墨西哥的一部分，也就此終結了其殖民統治歷史。1846年12月27日的美墨戰爭期間，圣塔芭芭拉被美國士兵佔領，隨著1848年瓜達盧佩-伊達爾戈條約的簽署，圣塔芭芭拉歸美國所有。

### 19世紀中後期

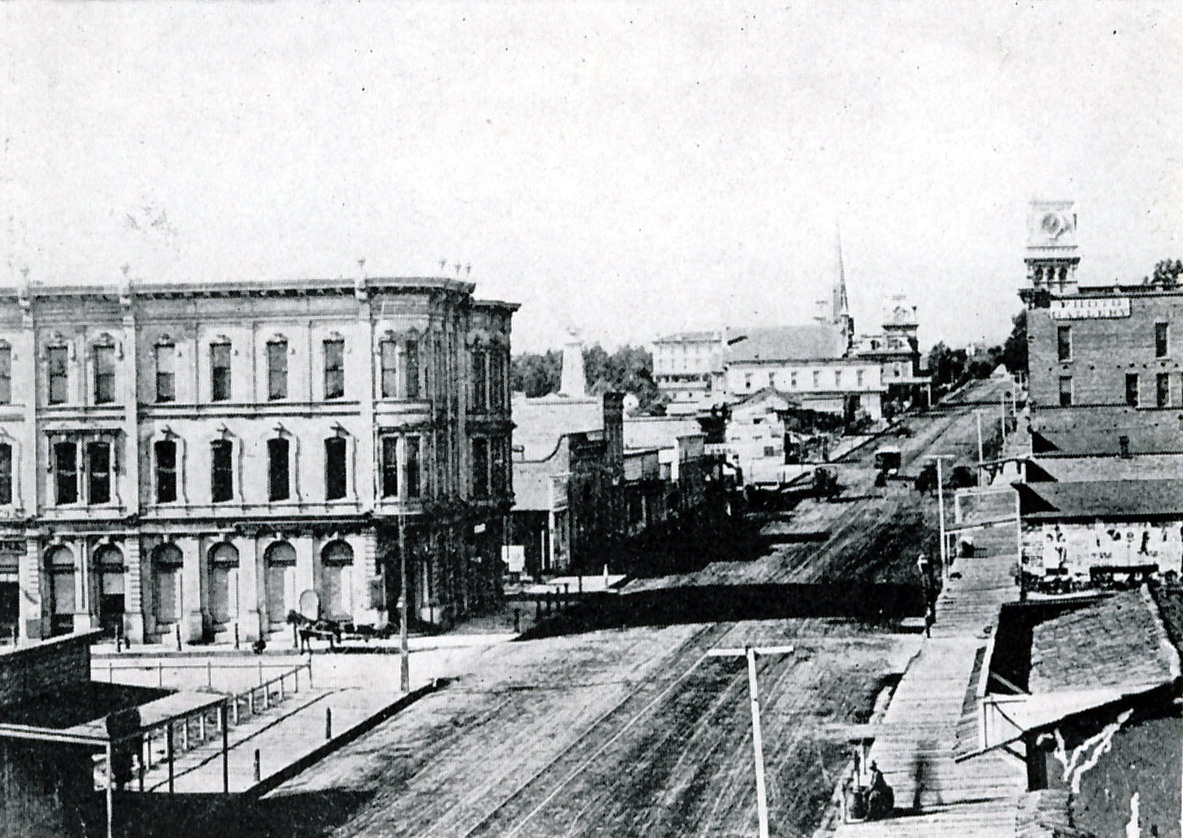
1880年代的圣塔芭芭拉的一条街道

在美國獲得這片土地之後，當地人口迅速增長。1850年到1860年的十年間，圣塔芭芭拉人口翻了一倍。淘金潮到來之後，當地充斥著土匪與賭棍，社會治安極差。1850年代早期更被強盜傑克·鮑爾斯所佔據。同時隨著英國移民的增加，西班牙語漸漸失去了重要地位，1870年英語成為當地的官方語言。當地最早的報紙《圣塔芭芭拉公報》（Santa Barbara Gazette）于1855年開始發行。
美國內戰對圣塔芭芭拉造成的影響很小，當地更重要的事件是1863年的大旱，許多牲口在這場旱災中死去，人民也流離失所。1871年企業家莫蒂默·庫克（Mortimer Cook）抵達這裡，開設了圣塔芭芭拉的第一家銀行。後來庫克亦當上了此地的市長。1872年斯特恩碼頭的建造進一步促進了當地的經濟發展。1870年代，作家查理斯·諾德霍夫將這裡描繪成度假勝地從而吸引了大批遊客前來。19世紀末洛杉磯和舊金山通了火車，也使得圣塔芭芭拉的交通更加方便了一些。建築師彼得·J·巴伯（Peter J. Barber為圣塔芭芭拉設計了許多維多利亞式建築，他在1880年1890年兩度當選市長。

### 二戰之前和二戰
世紀之交時這裡發現了夏之地油田（Summerland Oil Field），石油業開始發展起來，到現在還是當地的產業之一。此外，圣塔芭芭拉還是當時世界上最大的無聲電影拍攝地之一，美國電影製造公司于1910年和1922年在這裡開設工作室。無聲電影時代，圣塔芭芭拉地區的各種工作室共拍出了約1,200部電影，其中有100多部保留至今。

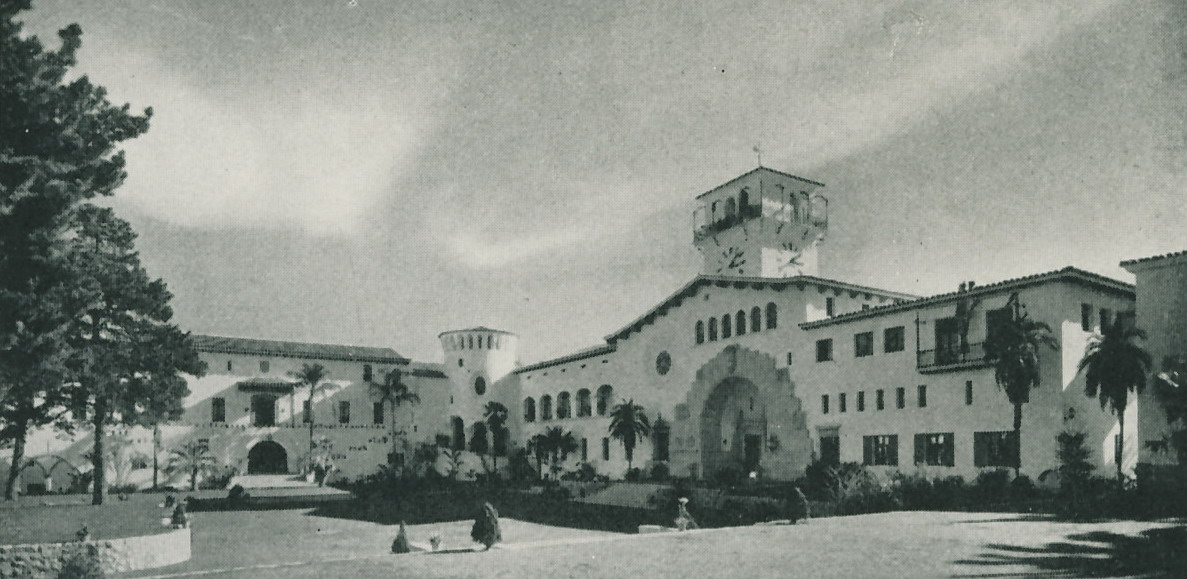
1929年的圣塔芭芭拉縣法院

1925年6月29日，圣塔芭芭拉發生里氏6.3級的地震，雖然摧毀了許多建築物，但因為是發生在早上，許多人已經起床上街而沒有太大的人員傷亡，最終只有13人喪生。大量建築倒塌給予了城市更換面貌的機會，包括聖塔芭芭拉縣法院在內的許多西班牙殖民復興建築都是在這一時期建造起來的。
第二次世界大戰期間，圣塔芭芭拉是聖塔芭芭拉海軍陸戰隊航空站和聖塔芭芭拉海軍準備中心（Naval Reserve Center Santa Barbara）所在地。美國向日本宣戰不久之後的1942年2月23日，日本的伊號第一七潛水艦抵達聖塔芭芭拉海岸以西10英里（16）處的埃爾伍德油田並發射了16枚炮彈，雖然並未造成太大損失，但卻在民眾間引發了恐慌。

### 戰後至今
二戰之後到1950年間圣塔芭芭拉人口超過了一萬，隨著圣塔芭芭拉重要性的提高，101號美國國道在這段時期內通到了這裡。1950年到1956年間圣塔芭芭拉挖掘了卡楚馬湖，用來給城市供水。但當地的環境卻因為石油業的發展而愈發不堪，1969年1月28日的石油洩漏事件導致100,000桶（16,000立方）石油泄入海中，污染了東南岸13（8.1英里）內的水域。次年加州頒布加利福尼亞環境質量法案（California Environmental Quality Act）、聯邦政府出台了國家環境質量法案，當地人也開始抵制石油業的發展。
圣塔芭芭拉開始吸引其他的“乾淨”工業以改善環境，50和60年代一些航空工業進駐此城，并帶來的大批的員工。然後70年代圣塔芭芭拉開始抵制人口增長，1975年市政當局宣佈將限制圣塔芭芭拉的人口到85,000人，因此當地的發展也就放緩了下來，雖然如此，這並未能阻止整個地區的物價飛漲。到21世紀當地物價仍然很高，2006年大約只有六分之一的圣塔芭芭拉人買得起房子，許多在這裡工作的人實際都住在物價房價更低的臨近地區，可是這樣一來又導致了交通擁堵問題。

## 地理
聖芭芭拉位於34.25'33"N, 119.42'51"W (34.425804, -119.714189)GR1 ，臨太平洋岸，於洛杉磯西北約90英里，為一長條形城市。沿著加州南部海岸，因其暖夏型地中海气候（柯本氣候分類法：Csb）。聖芭芭拉南面臨海，北靠數座超過4,000英尺的山峰，山上覆蓋砂岩及叢林，成為城市著名的背景。聖芭芭拉曾在1925年6月29日的一場地震遭受嚴重損失，但之後已重建。
城中許多建築為西班牙殖民復興風格，雖然實際上在20世紀初期有許多對聖芭芭拉傳道所（Mission Santa Barbara）或跟西班牙復興運動有關的修建。聖芭芭拉制訂嚴密的法令防止破壞這個形象，例如，城鎮裡沒有廣告標示、在二十英里之內沒有主要高速公路穿過城鎮；另外有嚴格的法令規定商業標示，像是不允許過大的字體等等。
| 圣塔芭芭拉氣候（1981–2010）           | 圣塔芭芭拉氣候（1981–2010） | 圣塔芭芭拉氣候（1981–2010） | 圣塔芭芭拉氣候（1981–2010） | 圣塔芭芭拉氣候（1981–2010） | 圣塔芭芭拉氣候（1981–2010） | 圣塔芭芭拉氣候（1981–2010） | 圣塔芭芭拉氣候（1981–2010） | 圣塔芭芭拉氣候（1981–2010） | 圣塔芭芭拉氣候（1981–2010） | 圣塔芭芭拉氣候（1981–2010） | 圣塔芭芭拉氣候（1981–2010） | 圣塔芭芭拉氣候（1981–2010） | 圣塔芭芭拉氣候（1981–2010） |
| 月份                                  | 1月                         | 2月                         | 3月                         | 4月                         | 5月                         | 6月                         | 7月                         | 8月                         | 9月                         | 10月                        | 11月                        | 12月                        | 全年                        |
| ------------------------------------- | --------------------------- | --------------------------- | --------------------------- | --------------------------- | --------------------------- | --------------------------- | --------------------------- | --------------------------- | --------------------------- | --------------------------- | --------------------------- | --------------------------- | --------------------------- |
| 历史最高温 °F（°C）                   | 89 (32)                     | 89 (32)                     | 96 (36)                     | 101 (38)                    | 101 (38)                    | 103 (39)                    | 108 (42)                    | 99 (37)                     | 105 (41)                    | 103 (39)                    | 97 (36)                     | 92 (33)                     | 108 (42)                    |
| 平均高温 °F（°C）                     | 64.7 (18.2)                 | 65.4 (18.6)                 | 66.1 (18.9)                 | 69.0 (20.6)                 | 69.6 (20.9)                 | 71.2 (21.8)                 | 74.7 (23.7)                 | 76.0 (24.4)                 | 75.1 (23.9)                 | 72.8 (22.7)                 | 68.9 (20.5)                 | 64.7 (18.2)                 | 69.9 (21.1)                 |
| 平均低温 °F（°C）                     | 46.4 (8.0)                  | 48.1 (8.9)                  | 49.8 (9.9)                  | 51.8 (11.0)                 | 54.6 (12.6)                 | 57.5 (14.2)                 | 60.4 (15.8)                 | 60.4 (15.8)                 | 59.6 (15.3)                 | 56.2 (13.4)                 | 50.3 (10.2)                 | 46.7 (8.2)                  | 53.5 (11.9)                 |
| 历史最低温 °F（°C）                   | 20 (−7)                     | 27 (−3)                     | 30 (−1)                     | 30 (−1)                     | 36 (2)                      | 42 (6)                      | 44 (7)                      | 46 (8)                      | 38 (3)                      | 34 (1)                      | 28 (−2)                     | 25 (−4)                     | 20 (−7)                     |
| 平均降雨量 （mm）                     | 4.14 (105)                  | 4.68 (119)                  | 3.59 (91)                   | 0.77 (20)                   | 0.35 (8.9)                  | 0.09 (2.3)                  | 0.01 (0.25)                 | 0.03 (0.76)                 | 0.29 (7.4)                  | 0.52 (13)                   | 1.48 (38)                   | 2.63 (67)                   | 18.58 (472.61)              |
| 平均降雨天数（≥ 0.01 in）             | 6.5                         | 6.3                         | 6.5                         | 2.9                         | 1.4                         | 0.9                         | 0.4                         | 0.5                         | 1.2                         | 1.7                         | 3.8                         | 4.9                         | 37                          |
| 来源：Western Regional Climate Center |                             |                             |                             |                             |                             |                             |                             |                             |                             |                             |                             |                             |                             |

## 文化

### 媒體
聖芭芭拉有兩家日報：The Santa Barbara News-Press，約有39,000訂戶，與Santa Barbara Daily Sound。The Santa Barbara News-Press在2000年由紐約時代雜誌公司賣給Wendy P. McCaw。其他當地媒體包括Santa Barbara Life、Pacific Coast Business Times、一份關於Santa Barbara, Ventura, and San Luis Obispo Counties週刊性的商業雜誌、Santa Barbara Independent、一份藝術娛樂的週刊、Edhat Online Magazine、Coastal Woman，和電視台KETY 3與KPMR 38。聖芭芭拉亦有當地電台KJEE 92.9和The Vibe:Hip Hop y Mas 103.3，但由於距洛杉磯只有90英里，在聖芭芭拉仍可收聽到部分洛杉磯的電台。

### 公園
聖芭芭拉有許多公園，範圍包括在城市中的小型公園到仍然在市區範圍內的半開放空間。一些在市區範圍內的公園如下：
- Alameda Park
- Elings Park
- Alice Keck Park Memorial Gardens
- De La Guerra Plaza
- Skofield Park
- Parma Park
- Shoreline Park
- Douglas Family Preserve
- East Beach
- Leadbetter Beach
- West Beach
- Hendry's Beach
- Andree Clark Bird Refuge

在市區之外，一些知名的公園如下：
- Santa Barbara Botanic Garden，在市區以北，一個擁有大量加州植物蒐藏的公園。
- Gould Park
- Rattlesnake Canyon，一個深受喜愛的登山去處。
- Painted Cave National Historical Landmark

## 友好城市
來源：
| - 蒙特內哥羅科托爾 - 希臘帕特雷 - 墨西哥巴亚尔塔港 |  | - 菲律宾圣胡安 - 日本鸟羽市 - 中国威海 |

## 外部連結
- 官方网站
- Movies and television shows filmed in Santa Barbara （页面存档备份，存于）
- Santa Barbara （页面存档备份，存于） on city-data.com
- Santa Barbara Conference & Visitors Bureau and Film Commission （页面存档备份，存于）
- Santa Barbara earthquakes （页面存档备份，存于）
- Santa Barbara Channels: Santa Barbara's public access TV station
- Summer Solstice Celebration （页面存档备份，存于）
- Chumash Painted Cave State Historic Park （页面存档备份，存于）
- National Register of Historic Places listings （页面存档备份，存于）
- Santa Barbara Views, ca. 1875 （页面存档备份，存于）, The Bancroft Library